# Перье, Луи
Фредерик Франсуа Луи Перье (фр. Frédéric-François-Louis Perrier; 22 мая 1849 года, Невшатель, Швейцария — 16 мая 1913 года, Берн, Швейцария) — швейцарский политик.

## Биография
Луи Перье родился в семье архитектора Луи-Даниэля Перье. В возрасте 19 лет он отправился на учёбу в Штутгарт. Диплом архитектора он получил в Швейцарская высшей технической школе Цюриха. Первый опыт работы он приобрёл участвуя вместе с отцом в строительстве Международного бюро мер и весов в Севре. После этого Перье продолжил карьеру архитектора. Наиболее известные из его работ это Университет Невшателя, почтовый отель в Ла-Шо-де-Фоне, больница в Зейгнелегире и казармы в Коломбье.
С 1888 по 1891 и с 1894 по 1903 год Перье был членом Большого совета (парламент кантона) Невшателя, затем, в 1902 году, стал членом Национального совета. С 1903 по 1912 год был членом Государственного совета Невшателя (правительство). Дважды, в 1905—1906 и 1909—1910 годах, возглавлял совет.
12 марта 1912 года Перье был избран в состав Федерального совета и умер в этой должности через  год 16 мая 1913 года. Во время своего пребывания в правительстве он возглавлял Департамент почт и путей сообщения Швейцарии (1912) и Департамент внутренних дел (1913).
За свой недолгий срок пребывания в Федеральном совете, Перье оставил два важных следа. В 1912 году он успешно защитил право на покупку частных железных дорог со стороны правительства. В 1913 году он стал инициатором закона о водных ресурсах.
Его именем названа набережная в Невшателе Quai Louis-Perrier.